# つび

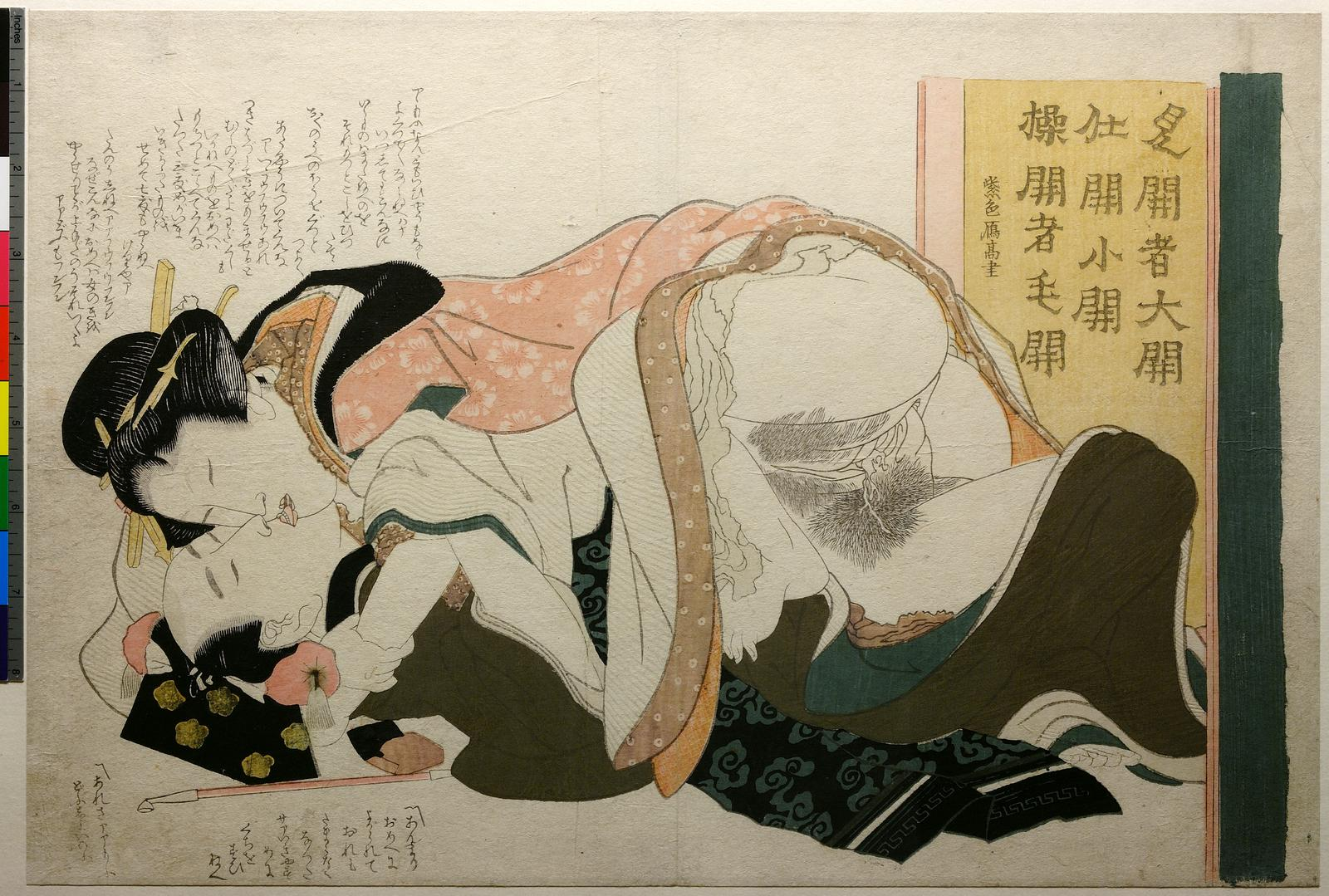
葛飾北斎の『絵本つひの雛形』

つび（𡱖、開、玉門）は、古典日本語において、女性器（陰門）を表す語彙（和語）である。転じて、性交を指すこともある。
狭いところを意味する「窄（つぼみ）」のボミを縮約した語とする説や、「壺」の意だとする説がある。巻貝の総称を指す「螺（つび）」や「粒（つぶ）」と同源であるともされる。なお、「螺（つび）」から「𡱖（つび）」に転じたとも、「𡱖（つび）」から「螺（つび）」に転じたともされる。「ウツホ（空）」を意味するという説もある。
上等なもの（名器）を上開（じょうかい）、または妙開（みょうかい）と呼んだ。特に「つくしつび（筑紫都毘）」が第一のものだとされ、「いせまら（伊勢麻羅）と呼ばれる男根と対比される。対義語は下開（げかい、したぼぼ）。
葛飾北斎の『絵本つひの雛形』において、題の「つひ」は対（番）とつびを掛けたものだとされる。

## 表記
「𡱖」は従来国字とされてきたが、敦煌で発見された「天地陰陽交歓大楽賦」に当該字が使われているのが発見された。𡱖は尻を意味する尸と、「赤い」を意味する「朱」（もしくは「唇」を意図した「咮」）を合わせた会意文字であるとされる。『享和本新撰字鏡』に「𡱖 朱音開也久保」とある。「屄（ヒ）」も女性の陰部を指し、ほかに「𡲚」や「𡲰」とともに「つび」の字であるとされる。
古くから「つび」や「くぼ」には「開」の字を当てたが、中国の俗用に由来するとされる。また、『和名抄』に「俗に人或いは此の字（=閉）を持って男陰と為し、開字を以て女陰と為す。その説未だ詳ならず」とある。「開」や「玉門」は「ぼぼ」とも読まれ、同じく女性器を指す古語である。江戸では「ぼぼ」が一般的であったとされる。
古くは通鼻、都美、豆非などの表記も知られる。ちび、おつんび、つびたりとも言われる。また、つぼ（壺）、つぶも同義である。つぶは但馬地方の方言である。

## 用例
『宇津保物語』「国譲」下には、「このめのこともはいかなるつひかつきたらむ」とある。『今昔物語集』巻二十六・第二には、「哀れ、一とせ国に下りし時、此こを過ぎし、術なく開の欲しくて堪へ難かりしかば」とある。

### たこつび
たこつび（蛸つび、蛸玉門、蛸開）は上開の代表格とされ、「蛸壺」や、単に「蛸」とも呼ばれた。タコの吸盤のように引き付ける女陰をいう。それを持つ女性も「蛸」と表現される。
江戸時代の『雨夜の竹がり』には「唇の厚きは玉門のふち厚くして俗にいふたこつびといふものなり」とある。また『女才学絵抄』（天保七年）には「蛸開さねいぼの如く分れて風味至つて上品甘露の如し」や「玉門しまりよく玉中奥の方至つて狭く浅くして短き男根も子つぼへ届きへのこの鈴口子つぼへ吸ひこまるるやうにて其心地よさたとへん方なし」とある。『阥阦手事巻』にも例があり、「たこつび俗にいふたこつぼなり、さねいぼの如く分れて子つぼ前へはりいでまらのあたまをくはへて引込むやうにおぼえ開中しまりよく到つて味ひよし」とある。『艶本常陸帯』（寛政12年）には、「くわえて引くようだ。これがほんの蛸とやらか」とある。
歌川国政『仮枕浮名之仇浪』（1855年）には「古今の名開は、巾着開（きんちゃくぼぼ）とも蛸壺とも、たとえんがたなき心地よさ。」とある。『誹風末摘花』には「蛸壺でけつの毛迄も吸取られ」という表現がある。
「蛸」として次のような表現がある。
- 「又蛸にひつたくられる冑（かぶと）形」[42][45]
- 「おいしいこと壺は蛸だが面ラは芋」[45]
- 「芋のあるかはりに蛸だと下女はしやれ」[45]
- 「赤貝の味ひ蛸の味がする」[45]
- 「竜宮の下女鰒もあり蛸もあり」[45]
- 「芋づらも蛸の果報に生れつき」[42]
- 「章魚と麩を出してもてなす出合茶屋」[42][48]
- 「閨中に入って妾は蛸になる」[42][48]
- 「一高二まん三蛤四たこ五雷六洗濯七巾着八ひろ九下十くさい」[17]

### ひろつび
ひろつび（広開、広通鼻）は大きいものをいう。ひろぼぼ（広開）や据風呂（すえぶろ）とも言われる。下開とされる。
『阥阦手事巻』には、「ひろつびは年とりし迄子を産まぬ女にあり、味わろし」や、「夫れ恋に上下の分ちは非んども開（ぼぼ）に上下の差別ありもしその下開或は広開（ひろつび）なるもの終に夫の愛を失ふの類あり」と書かれる。『女才学絵抄』には「ひろ開（ぼぼ）、下品也、中に道具なくしまりなくして味よからず」とある。『釈花八粧矢的文庫』に「只此上は広開（ひろぼぼ）の娘を探すも忠義の一つ」と書かれる。

### くさつび
くさつびは臭いの酷いものをいう。すそわきが（裾腋臭）とも言われる。
『佳撰開十八品の図』には、「ほほ赤きものは必ずぼぼ臭し、色もふるづけ茄子の如く手入れわるきぬかみその如し」とある。

## 母開
母開（ぼかい、ははつび）は中世日本の一般庶民の間で行われていた悪口であり、直接的には母親の性交（開）を示し、母子相姦を意味していたと考えられる。同様の語句に平安時代から用いられていた「母婚け（おやまけ）」がある。建長（鎌倉時代）の記録では、「母開」と放言した者に対し過料が科されている。この悪口は「お前の母ちゃんでべそ！」という言葉にもつながっているとされる。

## 同義語
つびの同義語に「ひなと（火之戸、比奈登）」、「ひなど（雛戸）」、「ほと（陰、火戸、火処）」、「ぼぼ（陰門、開、陰戸）」、「べべ（屄）」、「へへ（𡲚）」、「玉門（ぎょくもん）」、「命門（めいもん）」などがある。漢語では「屄也」（ヘイヤ）とも言われる。

「しなたりくぼ（𬮆・𫔛）」も女性器を表す。『日本霊異記』（810年–824年）に初の用例がみられ、「挙裳而婚、随𨳯入𬮆攜手倶死」（書き下し：裳を挙げて婚ふ、𨳯（まら）の𬮆（しなたりくぼ）に入るに随ひて、手を携へて倶に死ぬ。）とある。略して「しなたり（𬮆、閖、閇）」ともいう。しなたり（騒水）は「滴り」の意で、男女の生殖器から出る液（淫液、精液）を指し、淫液の滴る凹（くぼ、窪）を表すとされる。しなだりくぼ（騒水窪）とも言われる。また、単に「くぼ（久保、窪）」、または「あわびくぼ（蚫苦本）」とも言われる。

## 派生語
陰毛は「つび毛（つびげ）」と言われる。『花の幸』（昭和28年）に「つび毛薄らかに柔らかく生えていと滑らかに」とある。
ケジラミは「つび虱（陰虱、陰蝨、つびじらみ）」と言われる。『和漢三才図会』五二には「陰蝨は即ち陰汁の湿熱の気化して生じ」とあり、淫液の後始末をしないことで生じると考えられていた。
女性の瘡毒を「つびかさ」という。また、女子の手淫を「つびへんずり」という。『千ぐさの花』には「三寸の指をぼぼにおしこみハアハアスウスウつびへんずりの一人よがり」とある。
刺胞動物のイソギンチャクは、「磯ボボ」や「磯ツビ」とも呼ばれた。「イソツビ」は特に房州保田の方言であると言われる。その形状や括約筋を持つことを女性器に喩えたものであるとされる。